# Кроун, Александр Егорович
Александр Егорович Кроун (англ. Malclein Alexander Crown; 1823, Кронштадт — 1900, Санкт-Петербург) — русский вице-адмирал с шотландскими корнями.

## Служба
Родился 8 (20) апреля 1823 года в Кронштадте и 23 мая был крещён в местной церкви. Его отец, морской офицер лейтенант Егор Романович (Georg Frederic) Кроун (1791—?) — сын адмирала Романа Васильевича Кроуна.
В 1830—1835 годах учился в Александровском кадетском корпусе, затем в Морском кадетском корпусе, из которого был выпущен в 1841 году c производством в чин мичмана.
В 1842 году на транспорте «Свирь» совершил переход от Кронштадта до Данцига и обратно. В 1843—1844 годах на транспорте «Свирь», корабле «Ретвизан» и фрегате «Венус» крейсировал в Финском заливе. В 1845 году служил на корабле «Святой Георгий Победоносец».
7 апреля 1846 года был произведен в чин лейтенанта и на корвете «Оливуца» в 1853 году перешёл на Тихий океан и берегом вернулся обратно. 12 мая 1854 года «за отлично-усердную службу и успешное исполнение возложенного на него поручения» награжден орденом Св. Анны III степени.  26 августа 1856 года Александр Кроун был произведён в чин капитан-лейтенанта и 6 июня 1857 года назначен офицером для особых поручений при генерал-губернаторе Восточной Сибири генерал-лейтенанте Н. Н. Муравьёве.
17 ноября 1858 года был назначен дежурным штаб-офицером морского управления при штабе генерал-губернатора Восточной Сибири. В 1860 году Кроун был назначен командиром канонерской лодки «Морж», на которой совершил переход из Англии на Дальний Восток и затем плавал в Тихом океане. С 12 августа 1862 года Кроун занимал должность морского агента в США, а с 2 октября 1864 года — в Англии. 1 января 1863 года он был произведен в чин капитана 2-го ранга, а 1 января 1867 года — в чин капитана 1-го ранга.
В 1867 году командовал отрядом судов в составе корветов «Варяг» и «Аскольд» и клипера «Изумруд».
20 апреля 1870 года А. Е. Кроун был произведен в чин контр-адмирала и назначен главным командиром портов Восточного океана и военным губернатором Приморской области. В 1873 году награжден орденом Св. Владимира III степени. Занимал он эту должность до 7 июля 1875 года, когда был назначен младшим флагманом Балтийского флота.
В 1877—1878 годах контр-адмирал Кроун занимал должность начальника штаба отряда броненосной эскадры Балтийского флота. В 1876 году награжден орденом Св. Станислава I степени. В 1878 году состоял начальником штаба морской и сухопутной обороны Свеаборга. В 1879 году награжден орденом Св. Анны I степени. В 1879—1880 годах командовал 2-м отрядом Практической эскадры. 15 мая 1883 года награжден орденом Св. Владимира II степени.
В 1884—1885 годах Кроун командовал отрядом судов Тихого океана. В 1886 году пожалован командором ордена Почётного легиона; 18 апреля 1886 года зачислен по флоту; 11 апреля 1888 года произведён в чин вице-адмирала; 8 января 1891 года награжден орденом Белого Орла.
Умер 26 января (7 февраля) 1900 года. Был похоронен в Санкт-Петербурге на Смоленском евангелическом кладбище. Там же были похоронены: дед Роман Васильевич Кроун и Александра (1830—1898), указанная как жена вице-адмирала.

## Семья
- сын, капитан 2-го ранга Николай Александрович Кроун (1858—1904) был офицером штаба командующего 1-й Тихоокеанской эскадрой России вице-адмирала С. О. Макарова и погиб вместе с ним 31 марта 1904 года при подрыве на мине броненосца «Петропавловск» у Порт-Артура. Его дети:
  - Роман Николаевич Кроун (30.03.1894 — 1917?). После окончания Морского кадетского корпуса в июле 1915 года, был направлен службой связи Балтийского моря в Офицерскую школу морской авиации. После выпуска из школы в июле 1916 года принимал активное участие в боевых действиях морской авиации во время Первой мировой войны в составе 2-го дивизиона Воздушной дивизии Балтийского моря. В мае 1917 года в составе группы из двух гидросамолётов участвовал в воздушном бою с двумя немецкими истребителями «Фоккер»; дальнейшая судьба неизвестна.
  - Кирилл Николаевич Кроун (1900 — ?)
- дочь Татьяна Александровна, жила в эмиграции во Франции.

## Память
Именем Кроуна назван мыс в Японском море, мыс в бухте Провидения (Берингово море) и село Кроуновка Приморского края.